# Krzysztof Jackowski (jasnowidz)
Krzysztof Andrzej Jackowski (ur. 1 czerwca 1963) – polski jasnowidz.

## Życiorys
Ukończył szkołę zawodową. Z zawodu jest tokarzem. Ożenił się w wieku 21 lat, ma dwoje dzieci. Po tym, jak pierwsza żona Elżbieta go zostawiła, wychowywał swoje dzieci sam. Po latach ożenił się z Katarzyną. Mieszka od urodzenia w Człuchowie.

### Działalność zawodowa
Krzysztof Jackowski prowadzi działalność gospodarczą zarejestrowaną jako „usługi paranormalne”, prowadzi też kursy jasnowidzenia.
W 2000 powstał film dokumentalny pt. Jasnowidz w reżyserii Marii Zmarz-Koczanowicz, który opowiada o wczesnych latach działalności Jackowskiego.
W 2003 wygrał przeprowadzony w japońskiej telewizji TV Asahi turniej jasnowidzów z międzynarodową obsadą. Zasłynął ze współpracy z polską policją i udziału w programie telewizyjnym Eksperyment jasnowidz emitowanym od października 2003 w telewizji Polsat. Utrzymuje, że jego specjalnością jest poszukiwanie zaginionych osób i że w ciągu dwudziestu lat rozwiązał kilkaset takich spraw. Na swojej stronie internetowej opublikował kilkadziesiąt policyjnych dokumentów potwierdzających jego efektywną współpracę z policją.
W 2011 został zaangażowany przez krakowską prokuraturę jako specjalista w sprawie o kryptonimie „Skóra” dotyczącej zabójstwa 23-letniej studentki religioznawstwa. Podczas eksperymentu procesowego z udziałem Jackowskiego uczestniczyło trzech policjantów z krakowskiego Archiwum X oraz prokurator. Rzecznik Prokuratury Okręgowej w Krakowie oświadczył, że uzyskane od niego informacje były pomocne dla toczącego się postępowania.
Powołany w marcu 2013 przez Prokuraturę Okręgową w Katowicach jako biegły z zakresu parapsychologii. Celem czynności z udziałem Jackowskiego miało być ustalenie miejsca pobytu osoby zaginionej.
Był gościem wielu polskich uczelni, gdzie prowadził wykłady na temat parapsychologii i możliwości jej wykorzystania w pracy organów ścigania.
W grudniu 2013 został Członkiem Honorowym Niezależnego Zrzeszenia Studentów Wyższej Szkoły Policji w Szczytnie.
Prowadzi własny kanał na platformie YouTube pod nazwą JASNOWIDZ Krzysztof Jackowski Official, gdzie regularnie umieszcza swoje materiały.

### Polityka
Bez powodzenia kandydował w wyborach parlamentarnych w 2001 do Sejmu z listy Alternatywy Ruchu Społecznego w okręgu gdyńskim. W 2002 został honorowym członkiem Samoobrony RP, a w wyborach samorządowych 2006 z listy tego ugrupowania kandydował do sejmiku pomorskiego.

## Jasnowidztwo
W jednym z wywiadów stwierdził, że często zdarza mu się mylić, lecz trafionych wizji ma znacznie więcej niż błędnych; na swojej stronie internetowej skuteczność swoich umiejętności oszacował na 80%. Przepowiednie Krzysztofa Jackowskiego na 2012, opublikowane w grudniu 2011 w „Super Expressie” sprawdziły się tylko w 20% (jasnowidz przewidział poprawnie dwa wydarzenia na dziesięć). W 2010 ukazał się w sieci nieemitowany wywiad z Andrzejem Lepperem, który stwierdził, że podczas spotkania z Jackowskim w lipcu 2009 zadał mu pytanie, kto będzie prezydentem. Jackowski miał mu odpowiedzieć: Na pewno nie Kaczyński. Lecha Kaczyńskiego nie ma. Nie wiem dlaczego. On śpi.

### Pomoc w poszukiwaniu osób zaginionych
Komenda Główna Policji wydała w 2000 roku raport stwierdzający znikomą skuteczność jasnowidzów. Krzysztof Jackowski ogłosił zamiar wystąpienia na drogę sądową, aby w oparciu o dokumentację prowadzonych przez siebie spraw uzyskać potwierdzenie swoich zdolności w sądzie. Do listopada 2011 jednak żaden pozew tego typu nie wpłynął. W 2011 rzecznik Komendy Głównej Policji oświadczył, iż policja nie zamawia usług jasnowidzów, a także że nie wnoszą oni istotnych informacji do śledztw. W latach 1994–1999 spraw z udziałem jasnowidzów było 440, z czego 432 to wizje niepotwierdzone, a 8 przybliżone. W 12 sprawach policja poprosiła jasnowidza o pomoc. Były rzecznik policji, który przez 10 lat badał sprawy Jackowskiego stwierdził, że żadna z jego wizji się nie sprawdziła. Jesienią 2011 Fundacja Itaka stwierdziła, że: „Nie znamy sprawy, w której informacje jasnowidza przyczyniłyby się bezpośrednio do odnalezienia osoby zaginionej. Nie znamy też sprawy, w której informacje od jasnowidza byłyby precyzyjne. Najczęściej brzmią: żyje, wyjechał za granicę albo nie żyje, leży w dole przy domu, który jest blisko lasu albo rodziny dostają mapkę, która obejmuje ogromny teren i przeszukanie go właściwie nie jest możliwe”.
W październiku 1996 wypowiedział się na temat zaginięcia Joanny Gibner, na zlecenie jej matki: Za własne pieniądze, nie patrząc, czy będę miała na chleb, pojechałam do Człuchowa, do jasnowidza – rzekomo najlepszego. Zawiozłam sweter Asi i stałam tam pod domem pięć godzin, czekając na wizję. Twierdził, że Asia sama odeszła ze starszym mężczyzną. W rzeczywistości Joanna Gibner została zamordowana przez swojego męża, który ukrył ciało na dnie Jeziora Dywickiego.
W styczniu 2013 na zaproszenie koła naukowego działającego przy Wyższej Szkole Policji w Szczytnie Jackowski miał wygłosić wykład, na który jednak nie zgodziły się władze uczelni. Studenci w ramach protestu zebrali około stu podpisów pod petycją, aby wykład mógł się odbyć, zyskali także poparcie gen. Adama Rapackiego, byłego wiceszefa Komendy Głównej Policji. Do wykładu jednak nie doszło. Rzecznik Komendy Głównej Policji oświadczył wtedy w jednym z wywiadów, że nie zna żadnego przypadku w którym jasnowidz pomógłby policji. W związku z zaistniałą sytuacją w czerwcu 2013 Niezależne Zrzeszenie Studentów Wyższej Szkoły Policji w Szczytnie wydało oświadczenie, w którym wyrażono m.in. sprzeciw wobec wypowiedzi rzeczników prasowych KGP negujących efektywną współpracę z jasnowidzem i wiarę w istnienie postrzegania pozazmysłowego. W grudniu 2013 podczas wykładu w Miejskiej Bibliotece w Szczytnie Zrzeszenie przyznało Jackowskiemu tytuł Członka Honorowego.
Adam Rapacki stwierdził, że w czasie, gdy był zastępcą Komendanta Głównego policji przeprowadzona przez Biuro Kryminalne analiza działań jasnowidzów, w tym Jackowskiego, nie stwierdziła żadnych spraw, w których pomogliby oni odnaleźć zaginioną osobę lub zwłoki. Później jednak odbierał sygnały od policjantów, że jasnowidz im pomaga.
W październiku 2015 Komenda Główna Policji przyznała, że w śledztwach dotyczących zaginięć ludzi, a w jednym przypadku także zabójstwa, podległe jej służby i jednostki skorzystały z pomocy Jackowskiego. Dokument był odpowiedzią pismo policjanta Krzyszfota Janoszki, który stworzył Niezależne Forum Śledcze im. Ofiar Przestępstw Niewykrytych i prowadził badania z zakresu współpracy policji z medium. W piśmie jest mowa o „pozytywnych skutkach” współpracy, nie wynika z niego, w jakim stopniu pomoc Jackowskiego była rzeczywiście przydatna oraz jak bardzo dokładne były jego wskazania. Pismo wspomina trzy przypadki konsultacji w sprawie osób zaginionych w województwie olsztyńskim. Miejsce odnalezienia zwłok osób zaginionych „w ocenie jednostek zainteresowanych” były jedynie „przybliżone” do wskazań Jackowskiego. W Opolu skorzystano z usług Jasnowidza dwukrotnie, jak dotąd ze skutkiem negatywnym. Jednostki policji podległe KWP w Radomiu informują o dwóch sprawach, w których zwłoki zaginionych osób zostały odnalezione w miejscach rzekomo wskazanych przez Jackowskiego. Na podstawie pisma nie można jednak ustalić, czy były to wskazania dokładne czy przybliżone, oraz do jakich informacji miał dostęp Jackowski przed wskazaniem lokalizacji zwłok. Jedna z komend podległa KWP w Olsztynie konsultowała się z Jackowskim w sprawie zabójstwa młodej kobiety. Pismo kwituje tę sprawę stwierdzeniem, iż „trudno jednoznacznie określić, na ile w tym konkretnym przypadku wizja p. Krzysztofa Jackowskiego była pomocna w wykryciu zabójczyni”. W 2005 powstała praca magisterska dotycząca jasnowidzenia w działaniach śledczych na przykładzie Krzysztofa Jackowskiego.
W 2012 ukazała się jego autobiografia Zmarli mówią, w której opisał rozwiązane przez siebie sprawy potwierdzone przez policję.
W 2018  ukazała się książka autorstwa  Krzysztof Janoszka Jasnowidz na policyjnym etacie dokumentująca przypadki efektywnej współpracy policji z Krzysztofem Jackowskim, a w 2023 powstał serial dokumentalny jego autorstwa Poza materią. Fenomen Krzysztofa Jackowskiego, której każdy odcinek poświęcony jest konkretnej sprawie kryminalnej lub poszukiwawczej rozwiązanej przez policję dzięki Jackowskiemu, a wypowiadają się w nim świadkowie tych wydarzeń – funkcjonariusze policji oraz bliscy osób zaginionych. W kilku odcinkach wypowiadają się także naukowcy o możliwości istnienia postrzegania pozazmysłowego przez człowieka.
W 2021 stwierdził, że ciała Jacka Jaworka, który popełnił zbrodnię w Borowcach, należy szukać wokół Poraja: W końcu poczułem… On nie żyje. Duch poszukiwanego podpowiedział mi: Poraj… Poraj… Nie wiedziałem, że taka miejscowość istnieje. Sprawdziłem na mapie, Poraj leży 32 km od Borowców, gdzie doszło do tragedii. Jaworek uciekł. Po zbrodni zabił się. Trzeba przeczesać teren wokół Poraja. W rzeczywistości Jaworek ukrywał się u swojej ciotki w Dąbrowie Zielonej, tam w 2024 popełnił samobójstwo i tam odnaleziono jego ciało – około pięciu kilometrów od miejsca, gdzie dokonano morderstw.
W 2023 rzecznik prasowy Komendanta Głównego Policji, insp. Mariusz Ciarka potwierdził fakt współpracy z Jackowskim, zmieniając tym samym oficjalne stanowisko policji w tej sprawie.

### Próby weryfikacji paranormalnych zdolności
W 2004 spekulowano, że Krzysztof Jackowski weźmie udział w testach przeprowadzonych przez Fundację Jamesa Randiego, oferującą wówczas nagrodę miliona dolarów dla osoby, która w kontrolowanych warunkach dowiedzie swoich paranormalnych zdolności. Przedstawiciel fundacji potwierdził, że otrzymał zgłoszenie w sprawie Jackowskiego przesłane przez Martina Tredera. Jackowski zaproponowane warunki (m.in. koszty jakie musiałby ponieść) określił jako „niepoważne” i zrezygnował z testu kwestionując również bezstronność fundacji.
W 2010 Sopockie Towarzystwo Naukowe zaproponowało Jackowskiemu udział w testach, które miały zweryfikować jego zdolności w kontrolowanych warunkach. Proponowane doświadczenia miały polegać na odgadywaniu miejsca pobytu osób biorących udział w eksperymencie. Z korespondencji opublikowanej przez STN wynika, że Jackowski wyraził wstępne zainteresowanie, ale jego warunkiem było aby STN najpierw przebadało i obaliło jego skuteczność w sprawach historycznych. STN odpowiedziało, że nie mają możliwości zrobienia tego i dlatego proponują test. Jackowski ostatecznie odmówił, jako powód podając, że jego zdolności nie da się badać w zaproponowany sposób.
W 2013 miał mieć miejsce eksperyment, w którym zadaniem Jackowskiego było odczytanie napisów na kartkach umieszczonych w zaklejonych kopertach.

### Przepowiednie dotyczące wydarzeń w Polsce i na świecie
Na początku każdego roku przygotowuje na dany rok wizje dotyczące wydarzeń politycznych w kraju i na świecie oraz z dziedziny meteorologii. Zaznacza jednak, że te wizje należy traktować jako „eksperyment” i „z przymrużeniem oka”, gdyż jego specjalizacją są wizje dotyczące konkretnych osób i związanych z nimi zdarzeń kryminalnych.

## Publikacje
- Edmund Szczesiak: Jasnowidz z Człuchowa. Krzysztof Jackowski, największy polski jasnowidz, zdradza swoje sekrety. Wydawnictwo Prasa Bałtycka, 2000 (ISBN 83-905459-6-9).
- Katarzyna Świątkowska, Krzysztof Jackowski: Zmarli mówią. Autobiografia jasnowidza Krzysztofa Jackowskiego. Tom 1 Wydawnictwo Prasa Bałtycka, 2012 (ISBN 978-83-60203-21-7).
- Katarzyna Świątkowska, Krzysztof Jackowski: Zmarli mówią. Autobiografia jasnowidza Krzysztofa Jackowskiego. Tom 2 Wydawnictwo Prasa Bałtycka, 2012 (ISBN 978-83-60203-22-4).
- Michał Pietrzak, Krzysztof Jackowski – Testament Jasnowidza. Dodatek do gazety codziennej Fakt, 2016 (ISBN 978-83-8091-251-9).
- Krzysztof Jackowski, Krzysztof Janoszka: Jasnowidz na policyjnym etacie. Wydawnictwo SQN, 2018 (ISBN 978-83-8129-095-1).
- Przemysław Lewicki: Jasnowidz Jackowski. Niesamowity dar, życie prywatne, kulisy pracy. Wydawnictwo Harde, 2020 (ISBN 978-83-66252-34-9)